# Янушувка (Луківський повіт)
Янушувка (пол. Januszówka) — село в Польщі, у гміні Сточек-Луковський Луківського повіту Люблінського воєводства.
Населення — 101 особа (2011).
У 1975-1998 роках село належало до Седлецького воєводства.

## Демографія
Демографічна структура станом на 31 березня 2011 року:
|          | Загалом | Допрацездатний вік | Працездатний вік | Постпрацездатний вік |
| -------- | ------- | ------------------ | ---------------- | -------------------- |
| Чоловіки | 56      | 18                 | 28               | 10                   |
| Жінки    | 45      | 8                  | 24               | 13                   |
| Разом    | 101     | 26                 | 52               | 23                   |